# Zakrzewo-Kopijki
Zakrzewo-Kopijki (prononciation : [zaˈkʂɛvɔ kɔˈpii̯ki]) est un village polonais de la gmina de Zaręby Kościelne dans le powiat d'Ostrów Mazowiecka de la voïvodie de Mazovie dans le centre-est de la Pologne.
Il se situe à environ 3 kilomètres au nord-est de Zaręby Kościelne (siège de la gmina), 18 kilomètres à l'est d'Ostrów Mazowiecka (siège du powiat) et à 99 kilomètres au nord-est de Varsovie (capitale de la Pologne).
Le village compte une population de 109 habitants en 2021.

## Histoire
De 1975 à 1998, le village appartenait administrativement à la Powiat de Zambrów dans la voïvodie de Łomża.